# Gminny Ośrodek Kultury w Mogilanach

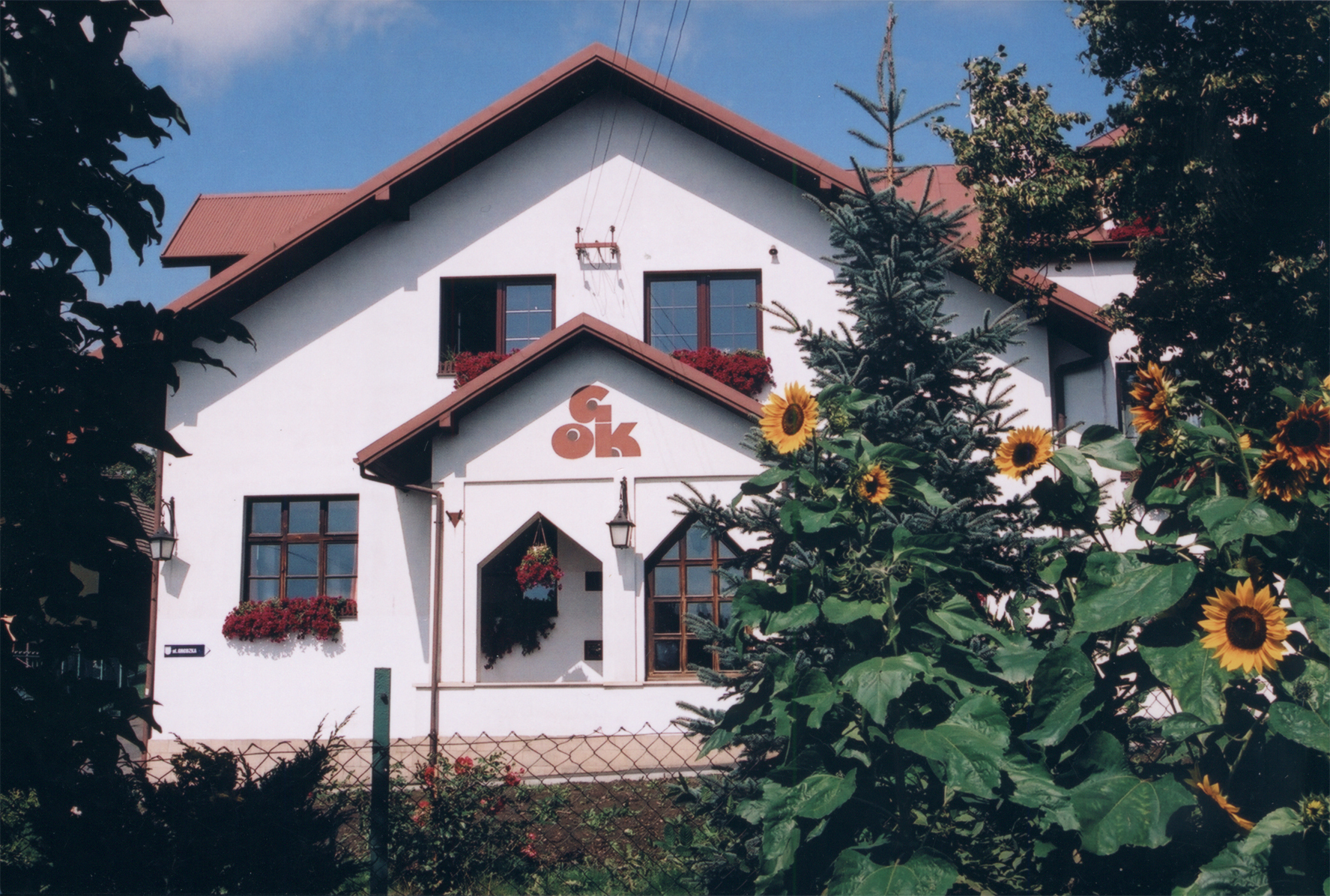
Budynek Gminnego Ośrodka Kultury w Mogilanach

Gminny Ośrodek Kultury w Mogilanach – samorządowa instytucja kultury działająca na terenie gminy Mogilany.
Siedziba Ośrodka mieści się w Mogilanach w budynku przy ulicy Grodzkiej 1. Do zakresu działania instytucji należy rozpoznawanie, rozwijanie i zaspakajanie potrzeb i zainteresowań kulturalnych mieszkańców gminy Mogilany, integracja działań na rzecz rozwoju kulturalnego, wspieranie amatorskiej twórczości artystycznej oraz promocja wartościowych dokonań i inicjatyw kulturalnych. Ośrodek prowadzi działalność kulturalną obejmującą: organizację imprez, projektów i przedsięwzięć cyklicznych, pracę na rzecz szkół i ochrony tradycji.

## Historia Gminnego Ośrodka Kultury w Mogilanach
Początki działalności Gminnego Ośrodka Kultury w Mogilanach datują się na rok 1934, w którym z inicjatywy Związku Robotników Budowlanych zakupiono parcelę pod budowę domu (świetlicy), przeznaczonego na spotkania związkowców, a także cele kulturalne. Prace budowlane, przerwane w związku z wybuchem II Wojny Światowej, ukończono w 1946 r. Do dyspozycji mieszkańców przekazano świetlicę oraz bibliotekę.
W dniu 26 lutego 1974 roku, na mocy Uchwały Gminnej Rady Narodowej, miejscowa świetlica w Mogilanach została przekształcona oficjalnie na Gminny Ośrodek Kultury. 
Początkowo działalność Ośrodka związana była z prowadzeniem zajęć świetlicowych, organizacji zabaw, gier, a także konkursów muzycznych. Oprócz organizowanych w budynku wesel, zabaw, akademii okolicznościowych, świetlica pełniła również funkcję kina. Seanse odbywały się kilka razy w tygodniu i cieszyły się dużym zainteresowaniem mieszkańców Mogilan. Wykorzystując ten fakt zorganizowano również kółko teatralne. 
Pierwszym dyrektorem Gminnego Ośrodka Kultury w Mogilanach była Halina Cyganik. Po jej rezygnacji ze stanowiska, funkcję tę pełnił Mieczysław Lackowski. Kolejnym dyrektorem został Michał Boczkowski, a potem Janusz Bociąga. 
Wraz z objęciem stanowiska dyrektora GOK przez Krzysztofa Musiała w 1979 roku zwiększono zakres działalności prowadzonej przez Ośrodek, równocześnie poszerzając ofertę skierowaną do mieszkańców gminy. Otwarto działające do dziś pracownie: plastyczną, tkactwa artystycznego i makramy, komputerową oraz ognisko muzyczne oferujące lekcje gry na pianinie i skrzypcach. Oprócz stałych form działalności Ośrodek organizował również szereg przedsięwzięć cyklicznych oraz imprez okolicznościowych 
W 1989 roku rozpoczął się kapitalny remont Ośrodka Kultury, finansowany z Funduszu Rozwoju Kultury. Prace te dotyczyły istniejących już pomieszczeń, wykonano liczne przeróbki oraz dobudowano zachodnią część budynku. 
Remont trwał pięć lat. 22 października 1994 roku odbyło się uroczyste otwarcie Gminnego Ośrodka Kultury. 
W 1984 r. powstał przy GOK Zespół Regionalny "Mogilanie" oraz działający od 2002 roku Dziecięcy Zespół Regionalny "Mali Mogilanie". Zespoły te są stałym elementem działania GOK w sferze kultywowania i rozpowszechniania rodzimych tradycji.

## Gminny Ośrodek Kultury w Mogilanach jako instytucja kultury
Obecnie Gminny Ośrodek Kultury działa jako Instytucja Kultury, na podstawie uchwały Rady Gminy Mogilany z dnia 27 czerwca 2002 roku.
Gminny Ośrodek Kultury w Mogilanach od 2009 roku jest członkiem Małopolskiego Forum Kultury.
W obrębie Gminnego Ośrodka Kultury w Mogilanach działają pracownie:
- Plastyczna
- Tkactwa
- Muzyczna
- Komputerowa
- Wokalna
- Językowa
- Teatralna

### Zespół Regionalny Mogilanie
Program zespołu stanowią widowiska ilustrujące miejscowe obrzędy i zwyczaje: dożynki, wesele, comber babski, zabawę w karczmie, kolędowanie. W swoim repertuarze zespół ma również widowiska okolicznościowe poświęcone rocznicy odzyskania niepodległości oraz kilka programów o tematyce bożonarodzeniowej.
W trakcie widowisk zespół prezentuje tańce z dawien dawna tańczone w Mogilanach: krakowiaki, chodzone, polki a wśród nich polkę na krzyż, sztajery zwane dawniej szancerami, walczyki, obereczki, mazury, całość obrazu dopełniając przyśpiewkami i pieśniami. Przedstawienia często są realizowane z wykorzystaniem oryginalnych, mogilańskich strojów wykonane po konsultacji ze specjalistami z Muzeum Etnograficznego im. Seweryna Udzieli w Krakowie. Kapela stara się grać na autentycznych instrumentach stanowiących tradycyjny skład kapeli krakowskiej.

### Mali Mogilanie
Za datę powstania zespołu uważa się pierwszy samodzielny występ grupy dziecięcej w czasie "Majówki w Mogilańskim Dworze" w 2002 roku. Program nosił tytuł "Na łące".
Jest to zespół regionalny, którego program stanowią głównie widowiska. Zespół stara się promować tradycje regionu, szczególnie te związane z folklorem dziecięcym. Na scenie oprócz codziennych strojów pojawiają się haftowane gorsety, tybetowe spódnice, magierki oraz charakterystyczne dla tego regionu rogatywki z pawimi piórami. 
Zespół założył i prowadzi Marek Harbaczewski.